# Подсмречє
Подсмречє (словен. Podsmrečje) — поселення в общині Луковиця, Осреднєсловенський регіон, Словенія. 
Висота над рівнем моря: 402,7 м.